# Пролив Фримана
Проли́в Фри́мана (норв. Freemansundet) — пролив, отделяющий остров Баренца от острова Эдж (архипелаг Шпицберген, Норвегия).
Длина пролива составляет 32 км, ширина — 6 км. Пролив получил название в честь Ральфа Фримана, чьё имя связано с английским китобойным промыслом начала XVII века. Белые медведи регулярно посещает пролив Фримана — этот вид имеет генетически обособленный дем в регионе Баренцева моря.